# Туран (Азербайджан)
Туран (азерб. Turan; прежнее название: Орджоникидзе) — посёлок городского типа в Шекинском районе Азербайджана.

## География
Расположден недалеко от реки Алинджачай на трассе R56.

## Инфраструктура
В посёлке есть киоски и средняя школа. Также есть здание правительства поселка. По данным БСЭ, в Туране существовал зерновой совхоз.

## История
29 сентября 1938 года посёлок совхоза имени Орджоникидзе получил статус посёлка городского типа.
Поселок Орджоникидзе был переименован 5 октября 1999 года в Туран.

## Население
Большинство населения составляют азербайджанцы.
| Год  | Азербайджанцы | %    | Лезгины | %   | Русские | %   | всего |
| ---- | ------------- | ---- | ------- | --- | ------- | --- | ----- |
| 1970 | 994           | 82,1 | 32      | 2,6 | 113     | 9,3 | 1211  |
| 1979 | 1294          | 89,2 | 87      | 6,0 | 42      | 2,9 | 1493  |

| 1959 | 1970 | 1979 | 1989 | 1991 | 2009 | 2014 |
| ---- | ---- | ---- | ---- | ---- | ---- | ---- |
| 2233 | 1211 | 1493 | 1547 | 1500 | 2058 | 2150 |